# Patrick Galbats
Patrick Galbats (8. května 1978, Lucemburk) je lucemburský fotograf, který dokončil řadu umělecky provedených reportáží.

## Životopis
Po středoškolském vzdělání na Lycée technical des arts et métiers v Lucemburku byl na tři roky zapsán na École supérieure de l'image «Le 75» v Bruselu . V roce 2001 se stal členem photon.lu, kolektivu mladých uměleckých fotografů.
V letech 2002 až 2006 pracoval jako novinářský fotograf pro lucemburský týdeník Revue. Od roku 2007 je nezávislým fotoreportérem. V roce 2001 pořídil sérii fotografií v lucemburském centru Pénitentiaire. V roce 2003 dokončil projekt o lidech žijících na ulici a narkomanech, který byl po dokončení vystaven na hlavním nádraží. V roce 2004 společnost National Audiovisual Centre zveřejnila jeho projekt DOïNA, cyklus snímků, které vytvořil během tří cest do Rumunska (2001–2003). V roce 2004 představil reportáž Un autre regard sur Haïti pro Objectif Tiers Monde, která odhaluje podmínky panující na Haiti po odchodu Jeana-Bertranda Aristida.
Od roku 2011 je akreditovaným fotografem týdeníku D'Luxembourger Land.

## Výstavy
- Peuple européen, peuple étranger - Le Luxembourg et les Roms (Evropané, cizí lidé - Lucembursko a Romové) v Muzeu národního odporu v Esch-Uelzechtu, 2012